# Прозавролоф
Прозавролоф, или прозауролоф (лат. Prosaurolophus, буквально: до завролофа, по аналогии с более поздним динозавром с подобным гребнем на голове) — род растительноядных «утконосых» динозавров инфраотряда орнитопод, обитавших в Северной Америке во времена позднемеловой эпохи (примерно 76—75 миллионов лет назад). На сегодняшний день найдены остатки по меньшей мере 25 особей, принадлежащих двум видам, в том числе черепа и поскраниальные скелеты, но точный внешний облик динозавра остаётся неясным. Его окаменелости, длиной около 9 метров, были найдены в верхней части кампанского яруса верхнего мела в формации Дайносор-Парк (провинция Альберта, Канада), а также в формации Ту-Медисин (штате Монтана, США). Его самой узнаваемой особенностью является небольшой твёрдый гребень, образованный носовыми костями, торчащий перед глазами.
Типовым видом является Prosaurolophus maximus, описанный американским палеонтологом Барнумом Брауном из Американского музея естественной истории в 1916 году. Второй вид, P. blackfeetensis, был описан Джеком Хорнером из Музея Скалистых гор в 1992 году. Эти два вида различаются главным образом по размеру гребня и пропорциям черепа. В исследовании анатомии прозавролофа, опубликованном в 2013 году, вид P. blackfeetensis был синонимизирован с типовым.